# Moritz II. (Oldenburg)
Graf Moritz II. von Oldenburg (urkundlich bezeugt 1381; † 3. September 1420 in Oldenburg) war Graf von Oldenburg. Er war ein Sohn des Grafen Konrad II. aus dessen Ehe mit Kunigunde von Diepholz.

## Leben
Obwohl noch unmündig, urkundete Moritz bereits 1381 erstmals für die Stadt Oldenburg zusammen mit seinem Bruder Johann. Seit 1393 beurkundete er dann mehrfach Rechtsgeschäfte und trat damit neben seinem Vater und seinem Onkel, Christian V. (bezeugt 1342–1399), in landesherrlichen Amtshandlungen auf.
Um 1400 gewährte er, wie auch sein Vater, den Vitalienbrüdern, die zu der Zeit von der Ostsee in das südliche Nordseeküstengebiet gezogen waren, Schutz und Unterschlupf.
Nach dem Tod seines Vaters regierte Moritz II. von 1401 bis 1403 allein, danach musste er seinen Vettern Dietrich und Christian VI., den Söhnen seines Onkels Christian V., Anteil an der Landesherrschaft einräumen. Laut der Rasteder Chronik hatte Moritz II. eine Hälfte der Burg zu Oldenburg inne, seine Vettern bewohnten die andere Hälfte.
1408 versuchte Moritz zusammen mit Edo Wiemken dem Älteren von Rüstringen und anderen ostfriesischen Häuptlingen, die Stadt Bremen am Bau der Vredeborg bei Atens zu hindern. Das Unternehmen scheiterte allerdings und um seinen in bremische Gefangenschaft geratenen Mitregenten Graf Christian VI. auszulösen, musste er Landwürden, Wursten und Lehe an die Hansestadt verpfänden.
Mit dem friesischen Häuptling Ocko II. tom Brok verband Moritz II. eine freundschaftliche politische Beziehung. Ocko war mit Ingeborg verheiratet, einer Tochter des Oldenburger Grafen, die nach dem Tod ihres Mannes beim Kampf um die Vormachtstellung in Ostfriesland nach Oldenburg zurückfloh.
Moritz II. war verheiratet mit Elisabeth von Braunschweig-Lüneburg, blieb aber ohne ihn überlebende männliche Erben. Die dynastische Erbfolge wurde von den Nachkommen seines Vetters Dietrich gesichert.